# Tomomi Nakaonoda
Tomomi Nakaonoda (中小野田智己?, Nakaonoda Tomomi; Kagoshima, 30 marzo 1970) è un giocatore di go giapponese.

## Biografia
Imparò il Go fin da piccolo e nel 1980 divenne insei sotto la tutela di Takeo Ando. Superò l'esame da professionista  e riuscì a superare l'esame da professionista nel 1983. Raggiunse il grado massimo di 9° dan nel 2003. 
Nel 2016 ha raggiunto il traguardo delle 600 vittorie da professionista.

## Titoli
| Nazionali | Nazionali | Nazionali |
| Torneo    | Vittorie  | Finalista |
| --------- | --------- | --------- |
| Shin-Ei   |           | 1 (1994)  |
| Ryusei    |           | 1 (1996)  |
| Totale    | 0         | 2         |

| Controllo di autorità | VIAF (EN) 253172966 · ISNI (EN) 0000 0003 7615 9459 · NDL (EN, JA) 001099356 |